# Kingston (Nowa Zelandia)
Kingston – miasto w Nowej Zelandii, na Wyspie Południowej, w regionie Otago.